# Cricket Association of Thailand
Die Cricket Association of Thailand (CAT; thailändisch สมาคมกีฬาคริกเก็ตแห่งประเทศไทย) ist der nationale Dachverband für Cricket in Thailand. Der im Jahr 2005 gegründete Verband hat seinen Sitz in Hua Mak, Bangkapi, Bangkok. Seitdem vertritt er Thailand beim Weltverband International Cricket Council (ICC) als Associate Member und beim Kontinentalverband Asian Cricket Council (ACC).

## Geschichte
Die Gründung des Verbandes Cricket Association of Thailand erfolgte im Jahr 2005 als Nachfolger der Thailand Cricket League (TCL). Im selben Jahr wurde er assoziiertes Mitglied (Associate Member) des International Cricket Council (ICC). Die CAT ist außerdem Mitglied der Asian Cricket Conference (ACC; heute Asian Cricket Council).

## Aufgabe
Die Cricket Association of Thailand stellt die Thailand vertretenden Cricket-Nationalmannschaften, einschließlich der für die Männer, Frauen und Jugend, zusammen. Der Verband ist außerdem verantwortlich für die Durchführung von ODI- und T20I-Serien gegen andere Nationalmannschaften sowie die Organisation von Heimspielen und -turnieren. Neben der Aufstellung des Teams ist er verantwortlich für den Kartenverkauf, der Gewinnung von Sponsoren und der Vermarktung der Medienrechte.
Daneben organisiert der Verband das Kinder- und Jugend-Cricket in Thailand. Wie andere Cricketnationen verfügt Thailand über U-19-Nationalmannschaften für Jungen und Mädchen, die an den entsprechenden Weltmeisterschaften (Jungen und Mädchen) teilnehmen.